# Hemerobius contumax
Hemerobius contumax är en insektsart som beskrevs av Bo Tjeder 1932. Hemerobius contumax ingår i släktet Hemerobius och familjen florsländor. Arten är reproducerande i Sverige. Inga underarter finns listade i Catalogue of Life.